# Гемопневмоторакс

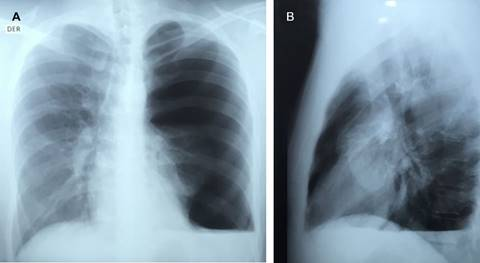
Гемопневмоторакс на рентгенограммах грудної клітки

Гемопневмоторакс — невідкладний стан при якому відбувається одночасне скупчення повітря та крові в плевральній порожнині. По клінічному перебігу, поєднує ознаки пневмоторакса та гемоторакса. Може також призводити до колапсу легені та зміщення средостіння від позитивного наростаючого плеврального тиску та викликати стан напруженого пневмоторакса.

## Причини
- Тупа травма грудної клітини
- Проникаюча травма грудної клітини
- Вогнепальне (вибухове) поранення грудної клітини
- Захворювання легені, які спричини деструкцію або розрив тканин легені (новоутворення, були та ін.)

## Класифікація
- Травматичний
- Спонтанний. Виникає рідко.[1]

## Симптоми
Симптомами гемопневмотораксу можуть бути:
- біль в грудній клітці[2]
- відчуття задишки та ознаки дихальної недостатності — тахіпное[2]
- порушення свідомості[2]
- зміщення трахеї на здоровий бік (виникає рідко)[2]
- наповнені яремні вени[2]
- асиметрична рухливість грудної клітки[2]
- підшкірна емфізема[2]
- відсутність або ослаблення дихальних шумів на стороні травми[2]
- перкуторно тимпаніт або притуплення на стороні пошкодження[2]
- симптоми травматичного шоку[2]
- ціаноз (на пізніх етапах)[2]
- знижена сатурація кисню, яка визначається пульсоксиметром[2]

## Діагностика
- Рентгенографія грудної клітки. Визначаються ділянки відсутності легеневого малюнка та суцільне затемнення з горизонтальною лінією рідини (у випадку проведення дослідження в положення стоячи)[3].
- Комп'ютерна томографія грудної клітини[3]
- УЗД грудної клітини.[4] Використовується протокол eFAST[5]

## Лікування
Пацієнтам із гемопневмотораксом, який ідентифікується за рівнем повітря та рідини на рентгенограмі грудної клітини, слід дренувати плевральну порожнину двома трубками: одну через п'яте або шосте міжребер'я по середній пахвовій лінії, а іншу — через друге чи третє міжребер'я по середньоключичній лінії
Покази до ургентної торакотомії:
- Кровотеча > 1500 мл[7]
- Кровотеча > 200 мл/час за період > 2-4 години, а також ознаки респіраторних або гемодинамічних порушень або необхідність у повторних трансфузіях крові.[7]